# DEXi
DEXi je računalniški program za podporo odločanju. Temelji na drevesu kriterijev. Podpira večparametrsko odločanje.